# Drumul spre victorie
Drumul spre victorie (în engleză Victory) este un film american din 1981, despre prizonierii de război aliați care au fost internați în lagărele de prizonieri din Germania în timpul celui de-Al Doilea Război Mondial. Filmul a fost regizat de John Huston și i-a avut în rolurile principale pe Michael Caine, Sylvester Stallone și Max von Sydow.
Filmul a primit o mare atenție după reprezentarea sa la cinematograf, ca urmare a faptului că au jucat și faimoșii fotbaliști Bobby Moore, Osvaldo Ardiles, Kazimierz Deyna, Paul Van Himst, Mike Summerbee, Hallvar Thoresen și Pelé. Numeroși jucători de la Ipswich Town F.C. au jucat în film, printre care John Wark, Russell Osman, Laurie Sivell, Robin Turner și Kevin O'Callaghan. Alți jucători de la Ipswich Town i-au dublat pe actori în scenele de fotbal - Kevin Beattie pentru Michael Caine și Paul Cooper pentru Sylvester Stallone. Scenariul a fost scris de Yabo Yablonsky.

## Rezumat
O echipă de prizonieri de război aliați, antrenată și reprezentată de căpitanul englez John Colby (Michael Caine) (care a fost fotbalist profesionist la West Ham United, înainte de război), sunt de acord să joace un meci demonstrativ împotriva unei echipe germane, dar se trezesc implicați într-un tur de forță al propagandei germane.
Colby este căpitanul și antrenorul echipei și își alege, astfel, o echipă de jucători. Prizonierul de război american Hatch (Sylvester Stallone) nu este ales inițial, dar în cele din urmă reticentul Colby îl trece pe lista jucătorilor.
Ofițerii superiori ai lui Colby încearcă în mod repetat să-l convingă pe acesta să folosească meciul ca pe o oportunitate pentru o încercare de evadare, dar Colby refuză în mod constant, temându-se că o astfel de încercare va duce doar la uciderea jucătorilor săi. Între timp, Hatch planificase o încercare independentă de evadare, iar superiorii lui Colby sunt de acord să-l ajute, dacă el este de acord să facă o călătorie la Paris, să intre în contact cu Rezistența franceză și să încerce să-i convingă pentru a ajuta echipa de fotbal să evadeze.
Hatch reușește să evadeze din lagărul de prizonieri, călătorește la Paris și intră în contact cu Rezistența, dar membrii acesteia decid că planul de a ajuta echipa de fotbal să scape este prea riscant; ei nu numai că refuză să-l ajute, dar îl conving, de asemenea, pe Hatch să se lase recapturat, astfel încât el să poată transmite informații ofițerii de conducere britanici din lagăr.
Temându-se de o altă încercare de evadare, germanii refuză inițial să-i permită lui Hatch să participe la meci, dar Colby îi rupe brațul portarului existent pentru a avea o scuză de a obține prezența lui Hatch în echipă.
În cele din urmă, prizonierii de război pot părăsi lagărul german numai pentru a juca meciul; ei urmează să fie închiși din nou după meci. În ciuda faptului că arbitrii sunt foarte părtinitori, iar echipa germană cauzează în mod deliberat mai multe accidentări jucătorilor echipei aliate, se obține o remiză după un bun joc al lui Luis Fernandez (interpretat de Pelé), Carlos Rey (portretizat de Osvaldo Ardiles) și Arthur Hayes (interpretat de John Wark). Hatch joacă pe postul de portar și are intervenții excelente inclusiv apărarea unui penalty după expirarea timpului de timp pentru a nu le permite germanilor să câștige, meciul terminându-se cu scorul 4-4. Înainte de lovitura de pedeapsă, prizonierii de război au marcat un gol care a fost anulat de arbitru pe motivul unui ofsaid dubios, care ar fi făcut ca scorul să devină 5-4, ceea ce i-a determinat pe spectatori să strige: "Victoire!" (în română Victorie).
Unii membri ai echipei plănuiau să evadeze în pauza dintre reprize (într-o evadare condusă de Hatch), dar restul echipei (cu Russell Osman spunând "dar putem câștiga acest meci") vrea să continue jocul, în ciuda faptului că era condusă la pauză. Ei reușesc să evadeze la sfârșitul jocului, în mijlocul confuziei create de mulțimea care a intrat  pe teren după ce Hatch a apărat penalty-ul.